# Nash Lowis
Nash Lowis (né le 6 novembre 1999) est un athlète australien, spécialiste du lancer de javelot.
Il remporte la médaille d’or lors des Championnats du monde juniors 2018 à Tampere avec son record personnel.
Il porte son record personnel à 80,10 m le 1er juin 2019 à Townsville, avant de remporter la médaille d’or lors des Championnats d’Océanie dans la même ville le 26 juin, avec un record des championnats porté à 79,10 m.
En 2024, il améliore le record des championnats d'Océanie avec une marque à 79.67 m.